# دالدورف
دالدورف (به آلمانی: Dalldorf) یک شهر در آلمان است که در هرتسوگتوم لاونبورگ واقع شده‌است. دالدورف ۳۶۱ نفر جمعیت دارد.